# Luminus Arena
La Luminus Arena è un impianto polisportivo di Genk, Belgio. È utilizzato prevalentemente per il calcio ed è lo stadio del Racing Genk, squadra che milita nella massima divisione belga.
È dotato di 24 956 posti, di cui 4 200 in piedi, e venne costruito nel 1999. Nella stagione 2003-2004 venne usato anche dal Heusden-Zolder, neopromosso nella massima divisione, ma dopo la retrocessione si spostò al Mijnstadion di Beringen.
Prima del 2007 l'impianto si chiamava Fenix Stadion ma, dopo che il club belga raggiunse un accordo con il marchio di birra Cristal, divenuto uno degli sponsor principali, lo stadio cambiò nome in Cristal Arena. Nel 2016 lo stadio cambia nuovamente nome in Luminus Arena dopo il cambio dello sponsor dello stadio.